# Clubiona nigromaculosa
Clubiona nigromaculosa är en spindelart som beskrevs av John Blackwall 1877. Clubiona nigromaculosa ingår i släktet Clubiona och familjen säckspindlar. Inga underarter finns listade i Catalogue of Life.